# Факультет географії та краєзнавства Варшавського університету
Факульте́т геогра́фії та краєзна́вства Варша́вського університе́ту — факультет Варшавського університету.
Він розташований у головному кампусі в палацу Уруських-Четвертинських на Краківському передмісті. Він був створений в 1977 році. На факультеті працює 95 академіків-викладачів, з них: 33 самостійних наукових співробітників, 37 доцентів, 17 викладачів, 8 асистентів. Науковий колектив доповнюють 65 науково-технічних, бібліотечних, редакційно-адміністративних та обслуговуючих працівників.
Факультет пропонує навчання за двома напрямками: географія та землеустрій. Навчання проводиться на денній та заочній формах, як на I рівні (бакалавр), так і на II рівні (магістр). Є також докторантура та аспірантура.

## Історія[1]
Витоки факультету сягають 1 квітня 1918 року, коли на філософському факультеті було створено катедру географії, яка займалася фізичною географією, хоча фактично заняття з географії для студентів факультету проводилися вже в 1916/1917 навчальному році. У 1938 році на гуманітарному факультеті була створена катедра антропогеографії, яка займалася суспільною географією. Під час війни діяльність обох заводів була припинена, але заняття велися в рамках секретного університету. У 1945 році відновив роботу географічний відділ, а в 1947 році — антропогеографічний.
У 1951 році обидва заводи були закриті, а замість них у складі факультету біології та наук про Землю було створено Географічний інститут, який складався з п’яти катедр (фізичної географії, економічної географії, регіональної географії, картографії (перша в Польщі), кліматології. ) та одну лабораторію (методики викладання географії). Осідком інституту став палац Уруських. У 1969 р. Інститут було виділено зі складу факультету біології та наук про Землю в самостійний університетський підрозділ, і тоді ж усі попередні підрозділи (катедри та лабораторії) були перетворені у відділи, відокремивши дві нові катедри (геоморфології та гідрографії — до 1969 р.). це були лабораторії катедри фізичної географії).
У 1977 році Географічний інститут був об'єднаний з Інститутом африканських досліджень, заснованим у 1962 році, у факультет географії та краєзнавства. Факультет складався з трьох інститутів (Інститут фізико-географічних наук, Інститут соціально-економічної та регіональної географії та Інститут географії країн, що розвиваються), одного відділу (картографії), одного відділу (катедри дидактики географії) та польової станції в Мужинові. біля Плоцька (нині Мазовецький географічний центр). У 1985 році було створено четвертий інститут — Інститут землеустрою, який у 1991 році було перетворено в самостійний університетський підрозділ – Європейський інститут регіонального та місцевого розвитку — EUROREG. У 1992 році була створена лабораторія комп’ютерної освіти, а в 1994 році — катедра ДЗЗ навколишнього середовища. У 2006 році введено новий поділ на підрозділи.

## Поділ[2]
- Катедра фізичної географії, керівник: д. н. Мацей Домбський (Maciej Dąbski), професор Варшавського університету 
  - Катедра геоекології
  - Катедра геоморфології
  - Катедра гідрології
  - Катедра кліматології
  - Лабораторія аналізу середовища
- Катедра урбогеографії та просторового планування, керівник: д. н. Войцех Дзем'янович (Wojciech Dziemianowicz), професор Варшавського університету
  - Міська працівня (Urban Studio)
- Катедра географії туризму та рекреації, керівник: профксор доктор філософії Анджей Ковальчик (Andrzej Kowalczyk)
- Катедра розвитку та місцевої політики, керівник: профксор доктор філософії Марта Лаковська (Marta Lackowska), професор Варшавського університету
- Катедра регіональної та політичної географії, керівник: д. н. Томаш Вітес (Tomasz Wites), професор Варшавського університету
  - Катедра регіональної географії світу
  - Лабораторія політичної географії
- Практикум з географічної освіти катедри геоматики та інформаційних систем, в.о керівник: др. інж. Ізабела Каршня (Izabela Karsznia)
- Катедра геоінформатики, картографії та ДЗЗ Лабораторія просторових інформаційних систем, керівник: д. н. Пйотр Вернер (Piotr Werner) , професор Варшавського університету
- Мазовецький географічний центр, керівник: магістр Єжи Лехньо (Jerzy Lechnio)
- Бібліотека та видавництво, керівник: Єва Плута (Ewa Pluta)
- Адміністрація факультету
- Обслуга

## Керівництво[3]

### Керівники до створення відділу
1920–1939: Станіслав Ленцевич (керівник географічного відділу)
1938–1939: Богдан Заборський (Bogdan Zaborski) (завідувач катедри антропогеографії)
1945–1951: Стефан Збігнєв Ружицький (Stefan Zbigniew Różycki) (керівник географічного відділу)
1947–1951: Станіслав Лещицький (Stanisław Leszczycki) (керівник катедри антропогеографії)
1951–1970: Станіслав Лещицький (Stanisław Leszczycki) (директор Географічного інституту)
1970–1977: Єжи Кондрацький (директор Географічного інституту)

### Декани факультету географії та краєзнавства
1977–1981: Здзіслав Мікульський (Zdzisław Mikulski)
1981–1984: Болеслав Думановський (Bolesław Dumanowski)
1984–1990: Анджей Ріхлінг
1990–1993: Уршуля Сочинська (Urszula Soczyńska)
1993–1999: Анджей Ріхлінг
1999–2002: Марія Скочек (Maria Skoczek)
2002–2008: Анджей Ріхлінг
2008–2016: Анджей Лісовський (Andrzej Lisowski)
з 2016: Мацей Єндрусік (Maciej Jędrusik)

## Факультетські видання
Факультет географії та краєзнавства публікує такі наукові та науково-популярні видання:
- «Africana Bulletin» від 1962 до 2010
- «Prace i Studia Geograficzne» від 1964 (у роки 1964—1978 під назвою «Prace i Studia Instytutu Geografii»)
- «Afryka, Azja, Ameryka Łacińska: studia i materiały» від 1965 до 2008 (у роки 1965—1978 під назвою «Przegląd Informacji o Afryce»)
- «Polski Przegląd Kartograficzny» від 1969
- «Atlas współzależności parametrów meteorologicznych i geograficznych w Polsce» від 1974
- «Miscellanea Geographica» від 1984
- «Actas Latinoamericanas de Varsovia» від 1984 до 2009[4]
- «Dialogi o Trzecim Świecie» від 1984 до 1990
- «Geozeta» від 1997 до 2002
- «Asia & Pacific Studies» від 2004 до 2010[5]